# Neuroctenus elongatus
Neuroctenus elongatus är en insektsart som beskrevs av Henry Fairfield Osborn 1903. Neuroctenus elongatus ingår i släktet Neuroctenus och familjen barkskinnbaggar. Inga underarter finns listade i Catalogue of Life.